# Each one teach one
Each one teach one (inglês: "Cada um ensina um") é um provérbio dos negros estadunidenses.
A expressão originou-se nos Estados Unidos durante o período de escravidão naquele país, quando o ensino, até mesmo a simples alfabetização, era negado aos africanos. Muitos, se não a maioria das pessoas escravizadas, eram mantidas num estado de ignorância sobre qualquer coisa além de suas circunstâncias imediatas, que estavam sob o controle de proprietários, legisladores e autoridades. Quando uma pessoa escravizada aprendia a ler, tornava-se seu dever ensinar a outra pessoa, gerando a frase "Cada um ensina um".
Muitos dos presos políticos na ilha Robben, na África do Sul, mantidos durante o apartheid (1948-1991) eram analfabetos. Suas cartas eram altamente censuradas e materiais de leitura limitados. Os presos usaram o termo "cada um ensina um" como um grito de guerra para garantir que todos no movimento fossem educados.
Na primeira metade do século XX, a expressão foi aplicada ao trabalho do missionário cristão, Frank Laubach (1884 -1970), que utilizou o conceito para ajudar a combater a pobreza e o analfabetismo nas Filipinas. Muitas fontes citam o Dr. Laubach como criador do ditado, mas muitos outros acreditam que ele simplesmente usou-o para promover a causa do fim do analfabetismo no mundo.
No romance de 1996, Push da autora Sapphire, e no filme de 2009 baseado nele, Precious, a expressão é usada como o nome de uma escola alternativa que a personagem principal passa a frequentar depois de ser transferida da escola pública.
A frase também foi adotada pela Delancey Street Foundation, uma organização sem fins lucrativos sediada em São Francisco que fornece serviços de reabilitação residencial e treinamento vocacional para pessoas com histórico de uso abusivo de drogas ou condenações criminais. A organização incorpora o princípio "cada um, ensine um", fazendo com que cada cliente atue como um mentor para sucessivos clientes em assuntos acadêmicos e negócios que variam de alvenaria a bufê.